# Biuletyn Archiwum Polskiej Akademii Nauk
Biuletyn Archiwum Polskiej Akademii Nauk – rocznik od 1959 wydawany przez Archiwum Polskiej Akademii Nauk. Redaktorem naczelnym był Zygmunt Kolankowski, od nr 36 (1995) zastąpił go Ryszard W. Wołoszyński.
Obecnie wydane zostały 64 tomy biuletynu (stan na 2024 rok). Redakcją kolejnych zeszytów zajmują się Joanna Arvaniti i Anita Chodkowska. Biuletyn wydawany jest z dotacji Ministerstwa Nauki i Szkolnictwa Wyższego.